# エルナニCRE

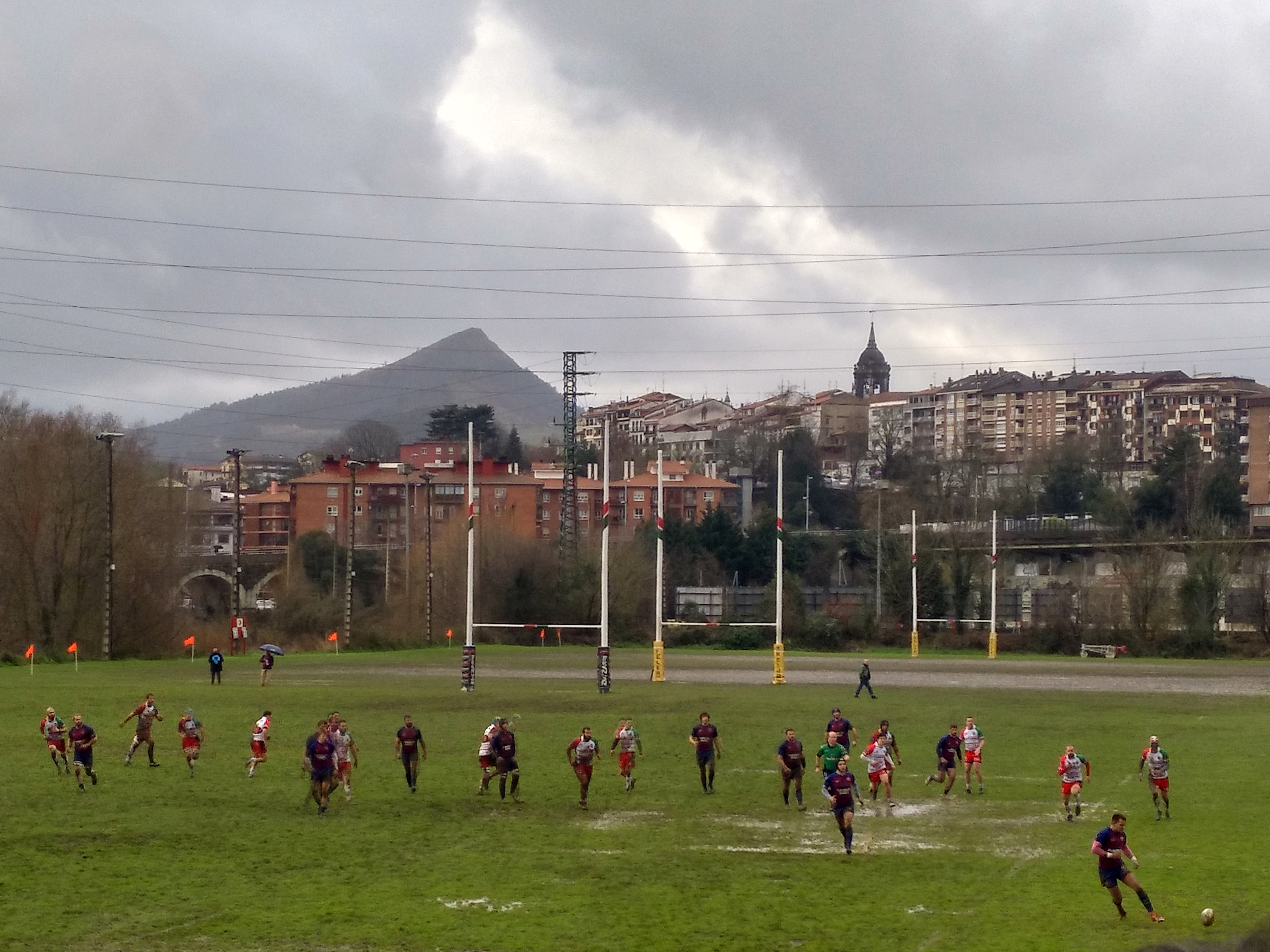
2019年のFCバルセロナ戦

エルナニ・クルブ・ラグビー・エルカルテア（バスク語: Hernani Club Rugby Elkartea）は、スペインのバスク州ギプスコア県エルナニに本拠地を置くラグビーユニオンクラブ。2019-20シーズンはディビシオン・デ・オノール（1部）に所属。ホームスタジアムはランダレ・トキ。

## 歴史
1965年創設。
1977-78シーズンはプリメーラ・ナシオナル（2部）で優勝し、ディビシオン・デ・オノール（1部）に昇格した。1979-80シーズンからは3シーズン連続でディビシオン・デ・オノール2位となったが、CAUマドリードやCDアルキテクトゥーラに優勝を阻まれている。1982-83シーズンは1シーズンのみプリメーラ・ナシオナルでプレーしたが、1983-84シーズンはディビシオン・デ・オノールで3位となった。
1990年代から2000年代前半は3部リーグにまで降格していたが、2011-12シーズンはプリメーラ・ナシオナルで優勝し、19シーズンぶりにディビシオン・デ・オノールに昇格した。

## タイトル
- ディビシオン・デ・オノール: 0回
  - 準優勝: 1979-80, 1980-81, 1981-82, 1983-84
- コパFER: 1回
  - 優勝: 1978